# Mes cahiers rouges
Mes cahiers rouges constitue un témoignage de la Commune de Paris écrit par Maxime Vuillaume, acteur des événements.

## Historique
C'est Lucien Descaves qui insiste « auprès de Maxime Vuillaume pour qu'il réunît et complétât ses souvenirs d'un témoin militant de la Commune. ». Vuillaume n'est pas pressé et objecte :
« Croyez-vous en vérité, que ce Mémorial intéresserait beaucoup la génération montante, passionnée, elle, de sports et d'automobilisme ? Et puis... et puis, s'il est vrai que le nombre de nos compagnons de lutte diminue tous les ans, il en reste assez néanmoins pour justifier mon hésitation. J'ai en aversion, vous le savez, l'histoire attifée, maquillée, les détours et les réticences. Tout dire ou ne rien dire, voilà ma règle. Or, il m'est souvent presque impossible de tout dire sans mettre en cause des camarades qui vivent encore ou dont la famille, plus lourde qu'une dalle, semble assise sur leur tombe pour qu'on ne la rouvre pas. Tous les jours, lorsqu'on parle de la guerre ou de la Commune, vous entendez des gens s'écrier : "Comme c'est loin !... un siècle !" Mais que vous touchiez à cette époque pas du tout refroidie, brûlante encore, au contraire, les mêmes gens, fils et petit-fils des combattants de 71, désapprouvent les révélations susceptibles, en ressuscitant les morts, de troubler la quiétude des vivants. Dans ces conditions, ne vaut-il pas mieux s'abstenir ? Plus tard, on n'aura pas les mêmes raisons d'être réservé. C'est du pain sur la planche. »
— Maxime Vuillaume, cité par Lucien Descaves
Descaves convainc Vuillaume de se lancer dans l'écriture en tant que témoin, mais aussi en tant qu'historien : « Car derrière ce que Vuillaume a vu sur l'heure, il y a ce que Vuillaume a entendu, noté, contrôlé, plus tard. Je connais sa méthode de travail. »
Descaves conclut son avant-propos : « À chaque ligne de ces Cahiers de la Commune perce non pas le regret, mais la fierté d'en avoir été. Ce n'est point, évidemment, pour exhorter ceux qui le liront à ne pas faire comme lui, que Vuillaume écrit. Il ne dit pas qu'il fut héroïque, mais il dit où furent l'héroïsme, la conviction et le désintéressement, toutes choses qui ne courent plus les barricades. »
Après le refus de deux éditeurs, Descaves propose à Vuillaume de porter son manuscrit à Charles Péguy. Un entretien a lieu peu avant la mi-décembre 1907. « Le gérant des Cahiers de la Quinzaine se montre aussitôt enthousiaste et accepte sans condition la publication. En un tournemain il trouve le titre, bref et évocateur : Mes Cahiers rouges. ».
Après l'édition du 7e cahier, Vuillaume signe un contrat avec le libraire-éditeur Paul Ollendorff. « Cette version regroupant les sept premiers Cahiers avec quelques variantes et force suppressions – les Cahiers IV et VII ont été substantiellement élagués – s'intitule Mes Cahiers rouges au temps de la Commune ».
« La fructueuse collaboration entre Vuillaume et Péguy […] ne s'interrompt pas pour autant ; elle débouche sur la parution de trois nouveaux Cahiers – à raison d'un par an – entre 1912 et 1914 ».
Concernant les éditions modernes, c'est la version éditée par Paul Ollendorff, réduite aux sept premiers cahiers, qui est utilisée pour les éditions de 1953, 1971 et 1998. Il faut attendre 2011 et la collaboration entre Maxime Jourdan et l'éditeur La Découverte pour qu'une édition complète des Cahiers soit publiée.

## Contenu
1. une journée à la cour martiale du Luxembourg - le Jeudi 25 mai 1871
2. un peu de vérité sur la mort des otages - 24 et 26 mai 1871
3. quand nous faisions le "Père Duchêne" - mars-avril-mai 1871
4. quelques-uns de la Commune
5. par la ville révoltée
6. au large
7. dernier cahier
8. deux drames
9. lettres et témoignages
10. Proscrits

## Éditions

### Éditions originales
- Maxime Vuillaume (avant-propos de Lucien Descaves), « Mes cahiers rouges - I. une journée à la cour martiale du Luxembourg - le Jeudi 25 mai 1871 », Cahiers de la Quinzaine, Paris, 9e série (1907-1908) « 10e cahier »,‎ 9 février 1908, p. 108 (lire en ligne, consulté le 19 juillet 2021).
  - « Mes cahiers rouges - II. un peu de vérité sur la mort des otages - 24 et 26 mai 1871 », Cahiers de la Quinzaine, Paris, 9e série (1907-1908) « 11e cahier »,‎ février 1908, p. 108 (lire en ligne, consulté le 19 juillet 2021).
  - « Mes cahiers rouges - III. quand nous faisions le "Père Duchêne" - mars-avril-mai 1871 », Cahiers de la Quinzaine, Paris, 9e série (1907-1908) « 12e cahier »,‎ mars 1908, p. 108 (lire en ligne, consulté le 19 juillet 2021).
  - « Mes cahiers rouges - IV. quelques-uns de la Commune », Cahiers de la Quinzaine, Paris, 10e série (1908-1909) « 7e cahier »,‎ décembre 1908, p. 144 (lire en ligne, consulté le 19 juillet 2021).
  - « Mes cahiers rouges - V. par la ville révoltée », Cahiers de la Quinzaine, Paris, 10e série (1908-1909) « 8e cahier »,‎ janvier 1909, p. 123 (lire en ligne, consulté le 19 juillet 2021).
  - « Mes cahiers rouges - VI. au large », Cahiers de la Quinzaine, Paris, 10e série (1908-1909) « 11e cahier »,‎ mars 1909, p. 123 (lire en ligne, consulté le 19 juillet 2021).
  - « Mes cahiers rouges - VII. dernier cahier », Cahiers de la Quinzaine, Paris, 11e série (1909-1910) « 9e cahier »,‎ 13 mars 1910, p. 123 (lire en ligne, consulté le 19 juillet 2021).
  - « Mes cahiers rouges - VIII. deux drames », Cahiers de la Quinzaine, Paris, 13e série (1911-1912) « 11e cahier »,‎ février 1912, p. 123 (lire en ligne, consulté le 19 juillet 2021).
  - « Mes cahiers rouges - IX. lettres et témoignages », Cahiers de la Quinzaine, Paris, 14e série (1912-1913) « 11e cahier »,‎ juin 1913, p. 164 (lire en ligne, consulté le 19 juillet 2021).
  - « Mes cahiers rouges - X. Proscrits », Cahiers de la Quinzaine, Paris, 15e série (1913-1914) « 9e cahier »,‎ juin 1914, p. 212 (lire en ligne, consulté le 19 juillet 2021).
- Maxime Vuillaume, Mes Cahiers Rouges au temps de la Commune, Paris, Librairie Paul Ollendorff, avril 1910, 442 p..Information donnée lors de la parution du 8e cahier « Plusieurs de ces cahiers rouges étant épuisés, comme on l'a vu en tête du présent cahier, et les autres étant très près de leur épuisement, on a réimprimé chez Ollendorff, en un fort volume de 444 pages à trois francs cinquante, intitulé Mes Cahiers Rouges au temps de la Commune, une très grande partie de la substance des sept premiers cahiers rouges. »

### Éditions modernes
- Maxime Vuillaume (préf. Claude Roy), Mes cahiers rouges au temps de la Commune, Paris, Club français du livre, 1953. — Réédition de l'édition publiée par Paul Ollendorff.
- Maxime Vuillaume, Mes cahiers rouges au temps de la Commune, Paris, Éditions Albin Michel, 1971. — Réédition de l'édition publiée par Paul Ollendorff.
- Maxime Vuillaume (préf. Gérard Guégan), Mes Cahiers Rouges au temps de la Commune, Arles, Éd. Actes Sud, coll. « Babel » (no 312), février 1998 (ISBN 2-7609-1879-3 et 978-2-7427-1463-6, présentation en ligne). — Réédition de l'édition publiée par Paul Ollendorff.
- Maxime Vuillaume (présentation de 2011, Maxime Jourdan - avant-propos de 1904, Lucien Descaves), Mes cahiers rouges, Paris, La Découverte, avril 2011, 720 p. (ISBN 978-2-7071-6486-5, présentation en ligne).1re édition moderne reprenant l'intégralité des 10 cahiers parus aux Cahiers de la Quinzaine entre 1908 et 1914.
  - Maxime Vuillaume (présentation de 2011, Maxime Jourdan - avant-propos de 1904, Lucien Descaves), Mes cahiers rouges, Paris, La Découverte, coll. « La Découverte Poche / Essais » (no 382), février 2013, 728 p. (ISBN 978-2-7071-7556-4, présentation en ligne).